# Diego Cremonesi
Diego Cremonesi (La Plata, Província de Buenos Aires; 27 de setembre de 1976) és un actor i director de teatre argentí. En televisió és reconegut per haver actuat en Nafta Súper (2016), Un gallo para Esculapio (2017), El marginal (2018-19) i Monzón (2019), mentre que en cinema és reconegut per Masacre esta noche (2009), Kryptonita (2015), Gilda, no me arrepiento de este amor (2016), El Potro, lo mejor del amor (2018), Rojo (2018) i Pistolero (2019).

## Carrera professional
Cremonesi va néixer a La Plata, Buenos Aires el 27 de setembre de 1976. Als 18 anys es va anar de la seva casa i va aconseguir un treball en el correu que li va permetre finançar els seus estudis universitaris fins que va decidir convertir-se en actor. Va començar el seu treball com a actor el 2002, fent teatre independent, però va ser el paper de Paco Rimenver que li va atorgar un notable reconeixement a la seva ciutat, ja que oferia espectacles amb el seu grup de Cafè Concert.
El seu primer paper en cinema va ser el de Roberto en la pel·lícula Aguas verdes, que va ser estrenada en 2010, no obstant això, també va actuar en el film Masacre esta noche dels germans García Bogliano estrenada un any abans, per la qual va rebre una nominació a millor actor al Festival de Cinema Buenos Aires Rojo Sangre. En aquest període, Cremonesi va continuar realitzant cinema independent, actuant específicament en pel·lícules de terror com Sudor frío (2011), Uritorco 2, la casa de la montaña (2011) i Penumbra. En aquest temps va tenir petita participacions en televisió, realitzant aparicions a Ciega a citas (2009) i Todos contra Juan (2010).
Encara que no va ser fins a 2015, que amb el film Kryptonita de Nicanor Loreti va aconseguir que el seu treball tingui una major visibilitat, ja que també va participar de l'adaptació televisiva sobre els superherois del conurbà Nafta Súper emesa per Space. El 2016, va aparèixer en la pel·lícula biogràfica Gilda, no me arrepiento de este amor dirigida per Lorena Muñoz i protagonitzada per Natalia Oreiro. A partir de 2017 adquireix major popularitat participant en ficcions com Un gallo para Esculapio de Telefe, que li va valer el premi d'artista revelació als Martín Fierro. Aquest mateix any, va aparèixer a les sèries De otro planeta transmesa per la TV Pública i El jardín de bronce d’ HBO.
El 2018, la productura Underground el convoca per interpretar a Quique "El Cuis"a El marginal emesa per la TV Pública. Aquest any, va participar de nombroses produccions cinematogràfiques com Invisible, El Potro, lo mejor del amor, Gracias gauchito, Punto muerto i Rojo. Aquesta última li va valer el reconeixement de la crítica, ja que en 2019 li van atorgar el premi Cóndor de Plata al millor actor de repartiment. Seguidament, va treballar en les ficcions El Tigre Verón (2019) produïda per Pol-Ka per El trece i Monzón (2019) televisada per Space.

## ilmografia

### Cinema
| Any  | Títol                                | Paper                   | Notes               |
| ---- | ------------------------------------ | ----------------------- | ------------------- |
| 2005 | Otis                                 |                         | Curtmetratge        |
| 2007 | Cabuleros                            | «Gallina»               | Curtmetratge        |
| 2009 | Masacre esta noche                   | El director             |                     |
| 2010 | Aguas verdes                         | Roberto                 |                     |
| 2011 | Sudor frío                           | Paco Rimenver           |                     |
| 2011 | Uritorco 2, la casa de la montaña    | Arturo                  |                     |
| 2012 | Penumbra                             | Alberto                 |                     |
| 2012 | Historias breves 7                   | Cowboy                  | Segment: Cenizas    |
| 2013 | Socios por accidente                 | Agent d’ Interpol 1     |                     |
| 2013 | La venta del alma                    | Víctor                  |                     |
| 2014 | La corporación                       |                         |                     |
| 2014 | Historias breves 9                   | Julio Ernesto           | Segment: El desafío |
| 2014 | Alta cumbia                          | Carlos                  |                     |
| 2015 | La variación de López                | López                   | Curtmetratge        |
| 2015 | Kryptonita                           | Ráfaga                  |                     |
| 2016 | Gilda, no me arrepiento de este amor | Rey                     |                     |
| 2016 | El deseo de Domingo                  | Domingo (jove)          |                     |
| 2017 | Los últimos                          |                         |                     |
| 2018 | Invisible                            | Raúl                    |                     |
| 2018 | El Potro, lo mejor del amor          | Ángel                   |                     |
| 2018 | Rojo                                 | Dieguito «El hippie»    |                     |
| 2018 | Gracias gauchito                     | Coronel Zalazar         |                     |
| 2019 | Pistolero                            | Giuseppino Petri        |                     |
| 2019 | La afinadora de árboles              | Ariel                   |                     |
| 2019 | El halcón                            | Omar «El halcón» Bustos | Curtmetratge        |
| 2019 | Pinball                              | Criminal                | Curtmetratge        |
| 2019 | La sabiduría                         | Américo                 |                     |
| 2019 | Punto muerto                         | Agente                  |                     |
| 2020 | Crímenes de familia                  | Esteban Palleros        |                     |
| 2020 | Karnawal                             | Eusebio                 |                     |
| 2020 | Devoto, la invasión silenciosa       | Pablo                   |                     |
| 2020 | Angélica                             | Aldo                    |                     |
| 2021 | Al tercer día                        | Fernando Garro          |                     |
| 2021 | Una tumba para tres                  | Víctor                  |                     |
| 2021 | El desarmadero                       | «Ojoloco»               |                     |
| 2021 | El largo viaje de Alejandro Bordón   | Alejandro Bordón        |                     |
| 2022 | Ecos de un crimen                    | Diego                   |                     |
| 2022 | Rinoceronte                          | Leandro                 |                     |
| 2023 | Adiós Buenos Aires                   | Julio Färber            |                     |

### Televisió
| Any       | Títol                            | Paper                   | Notes                             |
| --------- | -------------------------------- | ----------------------- | --------------------------------- |
| 2009      | Ciega a citas                    |                         |                                   |
| 2010      | Todos contra Juan 2              | Actor de teatre         | Episodi: «Juan y el protagonismo» |
| 2012      | Lobo                             |                         |                                   |
| 2012      | Sos mi hombre                    |                         |                                   |
| 2013      | Solamente vos                    |                         |                                   |
| 2013      | Farsantes                        |                         |                                   |
| 2013      | La nada blanca                   | Padre Carlos            | 2 episodis                        |
| 2014      | Mis amigos de siempre            |                         |                                   |
| 2014      | Guapas                           |                         |                                   |
| 2016      | Nafta Súper                      | Ráfaga                  |                                   |
| 2017      | El jardín de bronce              | Ezequiel Sánchez        |                                   |
| 2017      | De otro planeta                  | Lucas                   | Episodi: «Paranoicos anónimos»    |
| 2017      | Un gallo para Esculapio          | Roque Sosa              | 3 episodis                        |
| 2018-2019 | El marginal                      | Quique «El Cuis»        |                                   |
| 2019      | Monzón                           | Gustavo Parisi          |                                   |
| 2019      | El Tigre Verón                   | Marcos «Tano» Di Cesare |                                   |
| 2021      | Entre hombres                    | «El Zurdo»              |                                   |
| 2022      | Supernova                        | Satu                    |                                   |
| 2022      | Santa Evita                      | Eduardo Arancibia       |                                   |
| 2023      | Las bellas almas de los verdugos | Rodolfo Walsh           |                                   |
| 2023      | Diciembre 2001                   | Javier Cach             | Pròxima serie                     |

## Teatre

### Com a actor
| Any       | Títol                                                     | Paper         | Lloc                                    |
| --------- | --------------------------------------------------------- | ------------- | --------------------------------------- |
| 2002      | Ifigenia en Aulis                                         |               | Galpón de la Comedia                    |
| 2002      | La muy excelente y lamentable tragedia de Romeo y Julieta |               | Sala Armando Discépolo                  |
| 2002      | Juegos en familia                                         |               | Teatro Nacional Cervantes               |
| 2003-2004 | Ensayo sobre una imagen                                   |               | Centro Cultural Viejo Almacén El Obrero |
| 2004-2005 | El príncipe blue                                          |               | Centro Cultural Pasaje Dardo Rocha      |
| 2004-2010 | Los Rimenver Inconciert                                   | Paco Rimenver | Gira nacional                           |
| 2005-2007 | Sodería Espósito                                          |               | Centro Cultural La Fabriquera           |
| 2010-2011 | Solos                                                     |               | Paseo de las Artes                      |
| 2010-2015 | No soy un caballo                                         |               | Teatro Silencio de Negra                |
| 2011-2016 | Paco Rimenver, el torbellino del amor                     | Paco Rimenver | Gira nacional                           |
| 2013      | Habla el tarot                                            |               | Teatro del Perro                        |
| 2015      | Artaud                                                    |               | Centro Cultural General San Martín      |

### Com a director
| Any       | Títol       | Lloc                        |
| --------- | ----------- | --------------------------- |
| 2010-2011 | La solita   | Paseo de las Artes          |
| 2012-2014 | El cisne    | Teatro Camarín de las Musas |
| 2015-2016 | Mala madera | Teatro Beckett              |

## Premis i nominacions
| Any  | Organització             | Categoria                   | Trabajao                | Resultat  | Ref(s) |
| ---- | ------------------------ | --------------------------- | ----------------------- | --------- | ------ |
| 2009 | Buenos Aires Rojo Sangre | Millor actor                | Masacre esta noche      | Guanyador | [ 7 ]  |
| 2016 | Premis Cóndor de Plata   | Millor actor de Repartiment | Kryptonita              | Nominat   | [ 8 ]  |
| 2016 | Premis Sur               | Millor actor Revelació      | Kryptonita              | Nominat   | [ 9 ]  |
| 2018 | Premis Martín Fierro     | Artista Revelació           | Un gallo para Esculapio | Guanyador | [ 10 ] |
| 2019 | Premis Cóndor de Plata   | Millor actor de Repartiment | Rojo                    | Guanyador | [ 11 ] |
| 2019 | Premis Sur               | Millor actor de Repartiment | Rojo                    | Nominat   | [ 12 ] |
| 2019 | Produ Awards             | Millor actor de Repartiment | Monzón                  | Nominat   | [ 13 ] |
| 2020 | Premis Cóndor de Plata   | Millor actor de Repartiment | La afinadora de árboles | Nominat   | [ 14 ] |
| 2020 | Premis Sur               | Millor actor de Repartiment | La afinadora de árboles | Nominat   | [ 15 ] |
| 2021 | Premis Martín Fierro     | Millor actor de Repartiment | Monzón / El Tigre Verón | Guanyador | [ 16 ] |
| 2021 | Premis Sur               | Millor actor de Repartiment | Karnawal                | Nominat   | [ 17 ] |
| 2022 | Premis Cóndor de Plata   | Millor actor de Repartiment | Karnawal                | Nominat   | [ 18 ] |
| 2022 | Premis Cóndor de Plata   | Millor actor de Repartiment | Santa Evita             | Nominat   | [ 18 ] |